# Saint-Aignan-le-Jaillard

Saint-Aignan-le-Jaillard este o comună în departamentul Loiret din centrul Franței. În 1 ianuarie 2022 avea o populație de 602 de locuitori.